# Wesmaelius altissimus
Wesmaelius altissimus är en insektsart som först beskrevs av Ohm 1967.  Wesmaelius altissimus ingår i släktet Wesmaelius och familjen florsländor. Inga underarter finns listade i Catalogue of Life.